# Permanent patrullverksamhet
Permanent patrullverksamhet, En dagbok i bild, är en bok utgiven 2000 av Harry Järv. Boken, som till största delen består av bilder, handlar om Harry Järvs och hans mannars uppdrag under fortsättningskriget åren 1942–1943.